# Museo Regional de la Laguna
El Museo Regional de la Laguna es un recinto museográfico que se encuentra en la Comarca Lagunera (la cual es una región entre dos estados de México: Coahuila y Durango) está adscrito al Instituto Nacional de Antropología e  e Historia –INAH – y particularmente dedicado a temas de arqueología.   
Este museo tiene colecciones de objetos de arqueología particularmente regional, por lo que es un patrimonio histórico para los pobladores del norte del país.  

## Salas
El museo cuenta con cuatro exhibiciones permanentes con los temas de:
- Arqueología Regional
- Mesoamérica
- Colección Licio Lagos
- Etnografía.

## Antecedentes
El 10 de marzo de 1971 comenzaron los trabajos en forma mancomunada de personal del INAH con los directivos del Centro Cultural de la Laguna, para desarrollar el proyecto de la construcción del museo regional, con una intención manifiesta de investigar las diferentes zonas arqueológicas de La Laguna, preservarlas y darlas a conocer, convirtiéndolas también en atractivos turísticos  
En marzo de 1973 se le asigna al Arquitecto Jaime de Lara Tamayo la construcción del Museo Regional de Antropología e Historia, mientras que en la cd. de México se elabora el guion museográfico por un equipo de peritos profesionales encabezados por el Dr. Luis Aveleyra Arroyo de Anda. Este guion comprende al habitante lagunero de la prehistoria, su hábitat, armas, vestido, material utilitario, alimentación y familia.  
Una vez concluido el edificio el 2 de agosto de 1975 el Centro Cultural entrega el edificio al Instituto Nacional de Antropología e Historia, para el día 11 de julio de 1976, casi un año después el edificio aún no funcionaba y apareció una nota en el periódico en el que se le consideraba un elefante blanco, una vez que el gobierno federal era el que se había comprometido a ponerlo en operación a través del INAH y del Dr. Luis Aveleyra Arroyo de Anda.   
El 17 de julio el alcalde municipal Francisco J. Madero dio posesión como presidente de la Asociación de Amigos del museo de Antropología de la Laguna al arquitecto Jaime de Lara Tamayo, asociación que se formó a iniciativa del Dr. Aveleyra Arroyo y así contar con un patronato que fomente la promoción del museo y de la procuración de fondos y enriquecimiento de los objetos que se exhiben, previo estudio de su procedencia por el INAH
El museo es inaugurado el 22 de noviembre de 1976 y forma parte de la red de museos del INAH que tiene como que tiene como misión la investigación, preservación, difusión y exhibición del patrimonio cultural.   